# Besonov
Besonov je priimek več oseb:
- Ivan Georgijevič Besonov, sovjetski general
- Aleks Besonov, ruski izumitelj